# Astacilla longipes
Astacilla longipes là một loài chân đều trong họ Arcturidae. Loài này được Barnard miêu tả khoa học năm 1920.